# Trahir
Trahir este un film românesc din 1993 regizat de Radu Mihăileanu. Rolurile principale au fost interpretate de actorii Johan Leysen, Alexandru Repan, Mireille Perrier.

## Distribuție
Distribuția filmului este alcătuită din:
- Johan Leysen — George Vlaicu
- Ileana Cernat — Prietena lui Vlad
- Ernest Maftei — Deținutul bătrân
- Ovidiu Ghiniță
- Radu Beligan — Vlad
- Bogdan Chiuzbaian — George, copil
- Alexandru Repan — Inspector Securitate
- Olga Bucătaru — Ana
- Bogdan Vaciu — Abraham la 3 ani
- Danielle Hugues — Lucia
- Aristide Teică — Un trecător
- Mireille Perrier — Laura Cocea
- Mircea Albulescu — Ministrul de externe
- Andrei Lixandru — Abraham la 13 ani
- Laura Neagu — Secretara
- George Păunescu — Dumitru
- Vladimir Munteanu — Ministrul culturii
- Silviu Stănculescu — Alexandru
- Luminița Gheorghiu — Silvia
- Alexandru Ionescu — Abraham la 6 ani
- Maia Morgenstern — Femeia din închisoare
- Răzvan Vasilescu — Cristea
- Dan Condurache — Mihnea
- Valentin Popescu — Ofițerul tânăr
- Ion Cojan — Vameșul
- Cristian Flueraru — Dragoș
- Ionel Mihăilescu — Paznicul
- Adriana Moca — Tânăra din restaurant
- Gheorghe Potzoli — Polițistul austriac
- Eusebiu Ștefănescu — Milițianul

## Primire
Filmul a fost vizionat de 6.058 de spectatori în cinematografele din România, după cum atestă o situație a numărului de spectatori înregistrat de filmele românești de la data premierei și până la data de 31 decembrie 2014 alcătuită de Centrul Național al Cinematografiei.